# Free Rainer
Free Rainer (Un juego de inteligencia) (en alemán Free Rainer – Dein Fernseher lügt, "Free Rainer - Tu televisor miente") es una película alemana escrita y dirigida por el austríaco Hans Weingartner y protagonizada por Moritz Bleibtreu. La película es una sátira sobre los medios de comunicación que describe la evolución del productor de televisión Rainer de realizador de programas sensacionalistas a realizador de programas inteligentes que buscan la ilustración del público.

## Sinopsis
El productor de televisión Rainer vive instalado en el éxito realizando programas sensacionalistas como 'Hol dir das Superbaby' (Consigue tu Superbebé). De esa manera consigue altas cuotas de pantalla para su cadena TTS. Con el consumo de cocaína intenta hacer soportable su vida en un entorno de relaciones humanas frías y distantes.
Un día de camino en su coche tiene un accidente con una chica enigmática de nombre Pegah. Pegah quiere vengarse de Rainer porque este provocó el suicidio de su abuelo con un reportaje falso y calumnioso. Rainer sobrevive al accidente gravemente herido y mientras los médicos lo reaniman sufre una traumática experiencia. En medio de horribles pesadillas llega al convencimiento de que con sus producciones en la TTS sólo contribuye a extender la estupidez entre la gente. Junto a Pegah pretende conocer las razones del éxito de programas de televisión de ínfima calidad y provocar un cambio.
En su investigación descubre el trasfondo de la elaboración de los estudios de audiencia, que considera injustos porque excluyen a partes importantes de la población. En una visita a la central de IMA, la institución responsable de la investigación de los niveles de audiencia, roba un audímetro y convence a un trabajador de la compañía, Philip, de que se una a ellos. Philip padece fobia social y está interesado en todo tipo de teorías de conspiraciones; se muestra dispuesto a apoyar a Rainer y Pegah en la manipulación de las cuotas de pantalla y les facilita una lista de personas que tienen los audímetros en su casa.
Después de confirmar mediante llamadas telefónicas que efectivamente al cambiar los espectadores de canal se modifican las cuotas de pantalla, Pegah propone sustituir los audímetros por aparatos manipulados que pueden manipular a distancia. Para financiar la idea, Rainer vende todas sus pertenencias. Para llevar adelante su proyecto, el trío contrata algunos parados como ayudantes. Se presentan como colaboradores del IMA e instalan los aparatos manipulados en algunas casas. Esto provoca grandes problemas. Cuando uno de los trabajadores bajo los efectos del alcohol tiene un accidente, Rainer tiene que poner como fianza, obligado por Pegah, el dinero que le queda.
En una reunión de crisis, los trabajadores deciden seguir trabajando sin cobrar para llevar a cabo un nuevo plan. Deciden manipular las conexiones telefónicas a través de las que se transfieren los datos de modo que puedan cambiar los datos enviados desde las casas a la central de la IMA. Viajan por toda Alemania para "liberar" hogares. Desde su central, situada en un pequeño hotel, consiguen los primeros éxitos al influir en las cuotas de pantallas. La opinión pública descubre atónita que los documentales y discusiones políticas y culturales son cada vez más populares en perjuicio de las emisiones sensacionalistas de TTS y otras cadenas. Los periodistas empiezan a hablar de una revolución en la sociedad que se distancia de los programas de baja calidad. El éxito lleva a Rainer, con el apoyo de Pegah, a dejar las drogas y a disfrutar de la vida.
El exjefe de Rainer, Maiwald, a causa del descenso en las cuotas de pantalla de la TTS, está cada vez bajo una mayor presión, y se entera de las actividades de su excolaborador. Intenta presionarlo para que manipule las cuotas a su favor. Rainer se niega por lo que Maiwald regresa con la policía para detener al grupo, que entretanto ha desconectado todos los ordenadores y se ha trasladado a otra casa. Allí se enteran leyendo el periódico que los espectadores de televisión se han acostumbrado a la calidad y siguen viendo programas de calidad, aunque Rainer y sus colaboradores ya no manipulan las cuotas.
Impulsados por el éxito el grupo se vuelca en otro proyecto de mejora de la sociedad. Empiezan a manipular los tests de mercado en Haßloch que consideran también una injusticia al dictar un pequeño grupo de sujetos las normas de la sociedad.

## Trasfondo
Con la película Free Rainer - Dein Fernseher lügt, Hans Weingartner pretendía ante todo tratar el problema de como lo que aparece en televisión está determinado por las cuotas y como estas suben. La idea de una conspiración adquiere cierta verosimilitud, según Weingartner, por el hecho de que ni él ni nadie conoce a alguien que tenga en su casa un audímetro. En el transcurso de su investigación descubrió que el sistema de medición de hecho existe y posee debilidades significativas.

No hay audímetros en las casas de extranjeros. El 20% de los alemanes que no pagan GEZ no son incluidos. De los segundos aparatos sólo se incluye una fracción. Tampoco se incluyen los jóvenes. Hay muchos fallos. Por qué la industria de la publicidad acepta esto, es para mí una enigma. Muchos responsables me han dicho: siempre ha sido así, no hay otra forma .
 Hans Weingartner Entrevista con Weingartner en la página web de la película

La emisora TTS en la que trabaja Rainer es ficticia. La GfK responsable en realidad en Alemania de la medición de las cuotas de pantalla en sustituida en la película por la IMA. En los gráficos de las cuotas de pantalla que pueden verse en la película, aparecen junto a la TTS, las cadenas privadas RTL y Sat. 1. Para mostrar los efectos sobre los cambios de consumo televisivo aparecen ejemplares con cabeceras de revistas y periódicos reales como Focus o Stern.